# 由良貞通
由良 貞通（ゆら さだみち）は、江戸時代中期から後期にかけての高家旗本。由良家8代当主。官位は従五位下・侍従、信濃守。

## 略歴
寛保元年（1741年）、結城松平家4代当主・松平明矩の三男として陸奥国白河において誕生。明和元年（1764年）9月1日、10代将軍・徳川家治に御目見する。
明和2年（1765年）3月19日、高家旗本由良貞整の婿養子になる。安永2年（1773年）8月12日、高家見習に召し出される。同年8月15日、従五位下・侍従・信濃守に叙任する。安永5年（1776年）6月27日、高家職に就く。
天明2年12月24日（1783年）、貞整の死去により家督を相続する。天明6年（1786年）7月9日、高家を辞職する。天明7年（1787年）3月17日、隠居し長男の貞雄に家督を譲る。
文化7年（1810年）3月20日、死去。享年70。

## 系譜
子女は5男5女
- 父：松平明矩（1713-1749）
- 母：田畑氏
- 養父：由良貞整（1713-1782）
- 正室：由良貞整娘
- 継室：森川俊因娘
  - 長男：由良貞雄（1771-1800）
- 生母不明の子女
  - 次男：織田信因